# 白岩直也
白岩 直也（しらいわ なおや、1990年2月15日 - ）は、日本の元男子バレーボール選手である。

## 来歴
神奈川県横浜市出身。中学1年生の頃、兄の影響を受けてバレーボールを始める。
川崎市立橘高等学校を経て、中央大学に入学。
2008年、イランのテヘランで開催されるアジアU-20選手権の出場メンバーに選出された。
2011年、豊田合成トレフェルサ（ウルフドッグス名古屋の前身）に入団内定し、2011/12V・プレミアリーグに内定選手として出場。
2012年、豊田合成に入団。
2014年、日本代表に選出され、ワールドリーグに出場した。
2016/17シーズン、試合に全く出場しない時期があり、その時期はボールに触りたくないくらいに精神的に参っていてバレーボールから離れていた。半年経つとまたバレーボールがやりたくなり、チームに復帰の希望を出すと歓迎されたという。
2021年11月6日、V1リーグのVC長野トライデンツ戦（長野県・松本市総合体育館）でVリーグ通算230試合出場となり、Vリーグ特別表彰制度の「Vリーグ栄誉賞」の表彰基準に到達した。チームメイトの山近哲も同日にVリーグ通算230試合出場となり、試合後一緒に花束が贈呈された。シーズン終了後に同賞を受賞した。同年度の2021-22 V.LEAGUE DIVISION1終了をもって現役引退。優秀な若手が多く入りポジション争いで対等に戦えないと考え、社業に専念することを決断したとのこと。バレーボール界に戻ることはきっぱりないという。V・レギュラーラウンド最終戦終了後にセレモニーが行われ、学生時代、シニア時代に面倒をかけた両親への感謝の気持ちを涙ながらにつづった。

## 球歴
- U-21日本代表 - 2008年
  - アジアU-20選手権 - 2008年テヘラン大会
- 日本代表 - 2014年
  - ワールドリーグ - 2014年

## 所属チーム
- 川崎市立橘高等学校 （2005-2008年）
- 中央大学 （2008-2012年）
- 豊田合成トレフェルサ / ウルフドッグス名古屋（2012-2022年）

## 受賞歴
- 2022年 - 2021-22 V.LEAGUE DIVISION1 MEN Vリーグ栄誉賞